# Taça Guanabara
Taça Guanabara é um torneio de futebol do Rio de Janeiro criado em 1965 e que desde 1972 é realizado em anexo ao Campeonato Carioca de Futebol como uma de suas fases, sendo gerido pela Federação de Futebol do Estado do Rio de Janeiro (FERJ).

## História
O torneio foi criado, em 1965, para definir o representante do então Estado da Guanabara (atual município do Rio de Janeiro) na Taça Brasil, sendo disputado à parte do Campeonato do Estado do Rio de Janeiro até 1971, com um número crescente de clubes a cada ano. As cinco primeiras edições (até 1969) renderam vaga na Taça Brasil.
Em 1972, tornou-se o primeiro turno do Campeonato Carioca, tendo apenas outra edição à parte do Campeonato Carioca, a de 1980.
Entre 1982 e 2013, com exceção de 1994 e 1995, houve coexistência da Taça Guanabara e da Taça Rio como turnos do Campeonato Carioca. Nos dois casos (1994 e 1995), a Taça Guanabara foi disputada pelos dois melhores times da primeira fase do campeonato estadual, que incluía os dois turnos. Nos dois intervalos (1982 a 1993; 1996 a 2013), em regra, a final do Carioca era disputada pelo campeão de cada um, mas caso fossem o mesmo, este seria "campeão direto". Houve exceções, como em 2002, quando mesmo ganhando os dois turnos, o Americano não foi campeão estadual.
Entre 2014 e 2016, a Taça Guanabara tornou-se o turno único classificatório (ao mata-mata), sendo que nos dois primeiros anos foi jogada entre todos os 16 times do campeonato. No último, por apenas oito times, advindos de classificação em uma fase anterior.
De 2017 a 2019, tanto a Taça Guanabara quanto a Taça Rio voltaram a ser, respectivamente, turno e returno do Carioca, mas classificando o campeão de cada turno às semifinais. Em 2020, retornou o sistema de final entre o campeão da Taça Guanabara contra o campeão da Taça Rio.
Desde 2021, a Taça Guanabara é a primeira fase e fase de pontos corridos, como em 2014 e 2015. O número de times, porém, caiu para 12.
A equipe mais bem sucedida no torneio é o Flamengo, que ganhou a taça por 25 vezes, e como competição independente do Campeonato Carioca, o Fluminense, com três conquistas.

## Lista de campeões
† = competição independente do Campeonato Carioca.
| Nº  | Ano  | Campeão        | Vice-campeão   | Part. | Gols | Jogos |
| --- | ---- | -------------- | -------------- | ----- | ---- | ----- |
| 1†  | 1965 | Vasco (1)      | Botafogo (1)   | 6     |      |       |
| 2†  | 1966 | Fluminense (1) | Flamengo (1)   | 6     |      |       |
| 3†  | 1967 | Botafogo (1)   | America (1)    | 6     |      |       |
| 4†  | 1968 | Botafogo (2)   | Flamengo (2)   | 7     |      |       |
| 5†  | 1969 | Fluminense (2) | Botafogo (2)   | 8     |      |       |
| 6†  | 1970 | Flamengo (1)   | Fluminense (1) | 12    |      |       |
| 7†  | 1971 | Fluminense (3) | Botafogo (3) e | 6     | 24   | 12    |
| 7†  | 1971 | Fluminense (3) | America (2)    | 6     | 24   | 12    |
| 8   | 1972 | Flamengo (2)   | Fluminense (2) | 12    | 157  | 66    |
| 9   | 1973 | Flamengo (3)   | Vasco (1)      | 12    | 165  | 66    |
| 10  | 1974 | America (1)    | Fluminense (3) | 12    | 137  | 66    |
| 11  | 1975 | Fluminense (4) | America (3)    | 12    | 183  | 67    |
| 12  | 1976 | Vasco (2)      | Flamengo (3)   | 15    | 240  | 106   |
| 13  | 1977 | Vasco (3)      | Flamengo (4)   | 15    | 265  | 105   |
| 14  | 1978 | Flamengo (4)   | Fluminense (4) | 12    | 156  | 66    |
| 15  | 1979 | Flamengo (5)   | Vasco (2)      | 18    | 373  | 153   |
| 16† | 1980 | Flamengo (6)   | Americano (1)  | 6     | 26   | 15    |
| 17  | 1981 | Flamengo (7)   | America (4)    | 12    | 156  | 66    |
| 18  | 1982 | Flamengo (8)   | Vasco (3)      | 12    | 170  | 67    |
| 19  | 1983 | Fluminense (5) | America (5)    | 12    | 148  | 66    |
| 20  | 1984 | Flamengo (9)   | Fluminense (5) | 12    | 138  | 66    |
| 21  | 1985 | Fluminense (6) | Vasco (4)      | 12    | 127  | 66    |
| 22  | 1986 | Vasco (4)      | Flamengo (5)   | 12    | 142  | 66    |
| 23  | 1987 | Vasco (5)      | Fluminense (6) | 14    | 165  | 91    |
| 24  | 1988 | Flamengo (10)  | Vasco (5)      | 12    | 132  | 66    |
| 25  | 1989 | Flamengo (11)  | Botafogo (4)   | 12    | 142  | 66    |
| 26  | 1990 | Vasco (6)      | Botafogo (5)   | 12    | 130  | 66    |
| 27  | 1991 | Fluminense (7) | Flamengo (6)   | 24    | 249  | 133   |
| 28  | 1992 | Vasco (7)      | Flamengo (7)   | 26    | 343  | 157   |
| 29  | 1993 | Fluminense (8) | Vasco (6)      | 24    | 283  | 132   |
| 30  | 1994 | Vasco (8)      | Fluminense (7) | 12    | 144  | 67    |
| 31  | 1995 | Flamengo (12)  | Botafogo (6)   | 16    | 293  | 113   |

| Nº                       | Ano                      | Campeão                  | Vice-campeão             | Part.                    | Gols  | Jogos |
| ------------------------ | ------------------------ | ------------------------ | ------------------------ | ------------------------ | ----- | ----- |
| 32                       | 1996                     | Flamengo (13)            | Vasco (7)                | 12                       | 178   | 66    |
| 33                       | 1997                     | Botafogo (3)             | Vasco (8)                | 12                       | 189   | 67    |
| 34                       | 1998                     | Vasco (9)                | Flamengo (8)             | 8                        | 77    | 28    |
| 35                       | 1999                     | Flamengo (14)            | Vasco (9)                | 10                       | 137   | 45    |
| 36                       | 2000                     | Vasco (10)               | Botafogo (7)             | 12                       | 198   | 66    |
| 37                       | 2001                     | Flamengo (15)            | Fluminense (8)           | 12                       | 89    | 33    |
| 38                       | 2002                     | Americano (1)            | Vasco (10)               | 12                       | 203   | 66    |
| 39                       | 2003                     | Vasco (11)               | Flamengo (9)             | 12                       | 183   | 72    |
| 40                       | 2004                     | Flamengo (16)            | Fluminense (9)           | 12                       | 87    | 33    |
| 41                       | 2005                     | Volta Redonda (1)        | Americano (2)            | 12                       | 85    | 33    |
| 42                       | 2006                     | Botafogo (4)             | America (6)              | 12                       | 113   | 33    |
| 43                       | 2007                     | Flamengo (17)            | Madureira (1)            | 12                       | 112   | 34    |
| 44                       | 2008                     | Flamengo (18)            | Botafogo (8)             | 16                       | 201   | 59    |
| 45                       | 2009                     | Botafogo (5)             | Resende (1)              | 16                       | 174   | 62    |
| 46                       | 2010                     | Botafogo (6)             | Vasco (11)               | 16                       | 206   | 63    |
| 47                       | 2011                     | Flamengo (19)            | Boavista-RJ (1)          | 16                       | 195   | 62    |
| 48                       | 2012                     | Fluminense (9)           | Vasco (12)               | 16                       | 174   | 62    |
| 49                       | 2013                     | Botafogo (7)             | Vasco (13)               | 16                       | 172   | 67    |
| 50                       | 2014                     | Flamengo (20)            | Fluminense (10)          | 16                       | 326   | 120   |
| 51                       | 2015                     | Botafogo (8)             | Flamengo (10)            | 16                       | 307   | 120   |
| 52                       | 2016                     | Vasco (12)               | Fluminense (11)          | 16                       | 224   | 86    |
| 53                       | 2017                     | Fluminense (10)          | Flamengo (11)            | 12                       | 99    | 36    |
| 54                       | 2018                     | Flamengo (21)            | Boavista-RJ (2)          | 12                       | 71    | 33    |
| 55                       | 2019                     | Vasco (13)               | Fluminense (12)          | 12                       | 76    | 33    |
| 56                       | 2020                     | Flamengo (22)            | Boavista-RJ (3)          | 12                       | 87    | 39    |
| 57                       | 2021                     | Flamengo (23)            | Fluminense (13)          | 12                       | 181   | 66    |
| 58                       | 2022                     | Fluminense (11)          | Flamengo (12)            | 12                       | 166   | 66    |
| 59                       | 2023                     | Fluminense (12)          | Vasco (14)               | 12                       | 155   | 66    |
| 60                       | 2024                     | Flamengo (24)            | Nova Iguaçu (1)          | 12                       | 172   | 66    |
| 61                       | 2025                     | Flamengo (25)            | Volta Redonda (1)        | 12                       | 144   | 66    |
| TOTAL (1971–2025)        | TOTAL (1971–2025)        | TOTAL (1971–2025)        | TOTAL (1971–2025)        | TOTAL (1971–2025)        | 9 401 | 3 821 |
| MÉDIA (gols por partida) | MÉDIA (gols por partida) | MÉDIA (gols por partida) | MÉDIA (gols por partida) | MÉDIA (gols por partida) | 2,46  | 2,46  |

## Títulos por clube
Estes são os títulos por clube:
| Clube         | Títulos | Último | Vices | Último |
| ------------- | ------- | ------ | ----- | ------ |
| Flamengo      | 25      | 2025   | 12    | 2023   |
| Vasco da Gama | 13      | 2019   | 14    | 2023   |
| Fluminense    | 12      | 2023   | 13    | 2021   |
| Botafogo      | 8       | 2015   | 8     | 2008   |
| America       | 1       | 1974   | 6     | 2006   |
| Americano     | 1       | 2002   | 2     | 2005   |
| Volta Redonda | 1       | 2005   | 1     | 2025   |
| Boavista-RJ   | —       | —      | 3     | 2020   |
| Madureira     | —       | —      | 1     | 2007   |
| Resende       | —       | —      | 1     | 2009   |
| Nova Iguaçu   | —       | —      | 1     | 2024   |

## Competições semelhantes
Em 1979, no chamado Campeonato Especial, o primeiro turno valeu a Taça Luiz Aranha, vencida pelo Flamengo. Recebeu o apelido de "Taça Guanabara Especial". Em 1980, quando a Taça Guanabara foi disputada separadamente, o primeiro turno do Campeonato Carioca valeu a Taça João Baptista Coelho Netto, vencida pelo Fluminense.
Estreada em 1991, a Copa Rio passou a exercer a função de competição secundária ao Cariocão, assim como a Taça Guanabara em suas edições independentes.

## Quadrangular Extra
O Quadrangular Extra da Taça Guanabara, foi um torneio realizado pela FERJ entre os 3.º e 4.º colocados de cada grupo na Taça Guanabara de 2017. Citado pela imprensa como um "torneio de consolação", foi vencido pelo Nova Iguaçu ao bater o Volta Redonda, fora de casa, nos pênaltis.